# Leon Rodal
Leon Rodal, appelé aussi Arie ou Lejb Rodal (né en 1913 à Kielce, mort le 6 mai 1943 à Varsovie) est un journaliste polonais, membre du Parti sioniste révisionniste, cofondateur et un des commandants de l’Union militaire juive (pol. Żydowski Związek Wojskowy, ŻZW). Il a participé au soulèvement du ghetto de Varsovie et y est mort.

## Biographie
Avant la guerre, Leon Rodal, connu aussi sous les noms de Lejb (en yiddish) ou Arie (en hébreu), était le journaliste célèbre, il écrivait en yiddish pour les magazines Moment et Di Tat. Il était membre du parti de droite des Sionistes-Révisionnistes.
Après le début de la guerre, il restait dans le ghetto de Varsovie, où il était l’un des cofondateurs et des commandants de l’Union militaire juive. Il était responsable du département de l’information qui préparait, imprimait et distribuait les brochures, les bulletins, les affiches et procédait à l’écoute clandestine. Pendant les premiers jours du soulèvement, il a combattu dans la place Muranowski, défendant le siège du commandement de ŻZW, qui se trouvait dans le bâtiment de la rue Muranowska 7/9. Durant la bataille de la place Muranowski, Leon Rodal et Paweł Frenkel, commandant militaire de ŻZW, ont brisé le cercle des positions des insurgés, ont approché des positions des formations collaboratrices ukrainiennes et les ont attaqués par surprise.
Le 25 avril 1943, quand la défense de la place Muranowski a été détruite, Rodal et la troupe dirigée par Frenkel sont sortis du ghetto par le tunnel d’évacuation. Ils sont restés dans l’appartement secret dans la rue Grzybowska 11/13, d’où les troupes de ŻZW partaient dans les nuits au ghetto enflammé pour les actions de sauvetage de la population civile. Leon Rodal était commandant pendant la première action le 5 mai 1943 et il est sorti du ghetto avec un groupe des civils. Le jour suivant, la troupe de Rodal a essayé de sauver le reste du groupe de civils. Pendant le retour du ghetto, les combattants sont tombés dans un piège et ont été attaqués par la troupe de la SS et par la police bleue polonaise. Rodal et les membres nombreux de sa troupe sont morts pendant le combat.

## Commémoration
Le 9 novembre 2017, la rue Edward Fondamiński dans le quartier Śródmieście (La Nouvelle Ville) à Varsovie a été rébaptisée rue Leon Rodal.